# Anne-Louis Girodet-Trioson

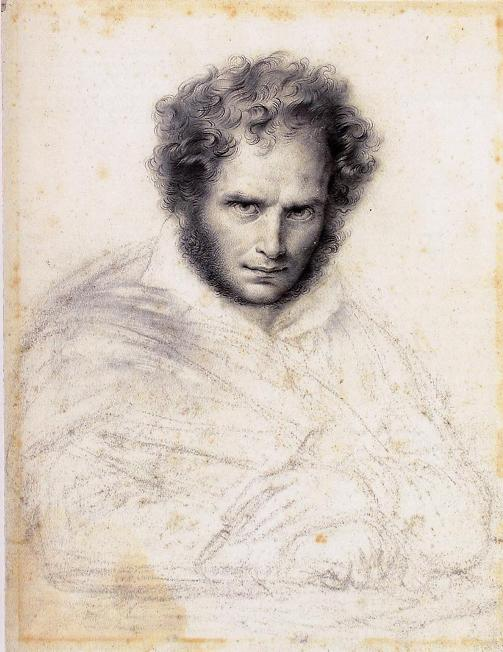
Anne-Louis Girodet-Trioson:
Selbstbildnis, 1824,
Orléans, Musée des beaux-arts

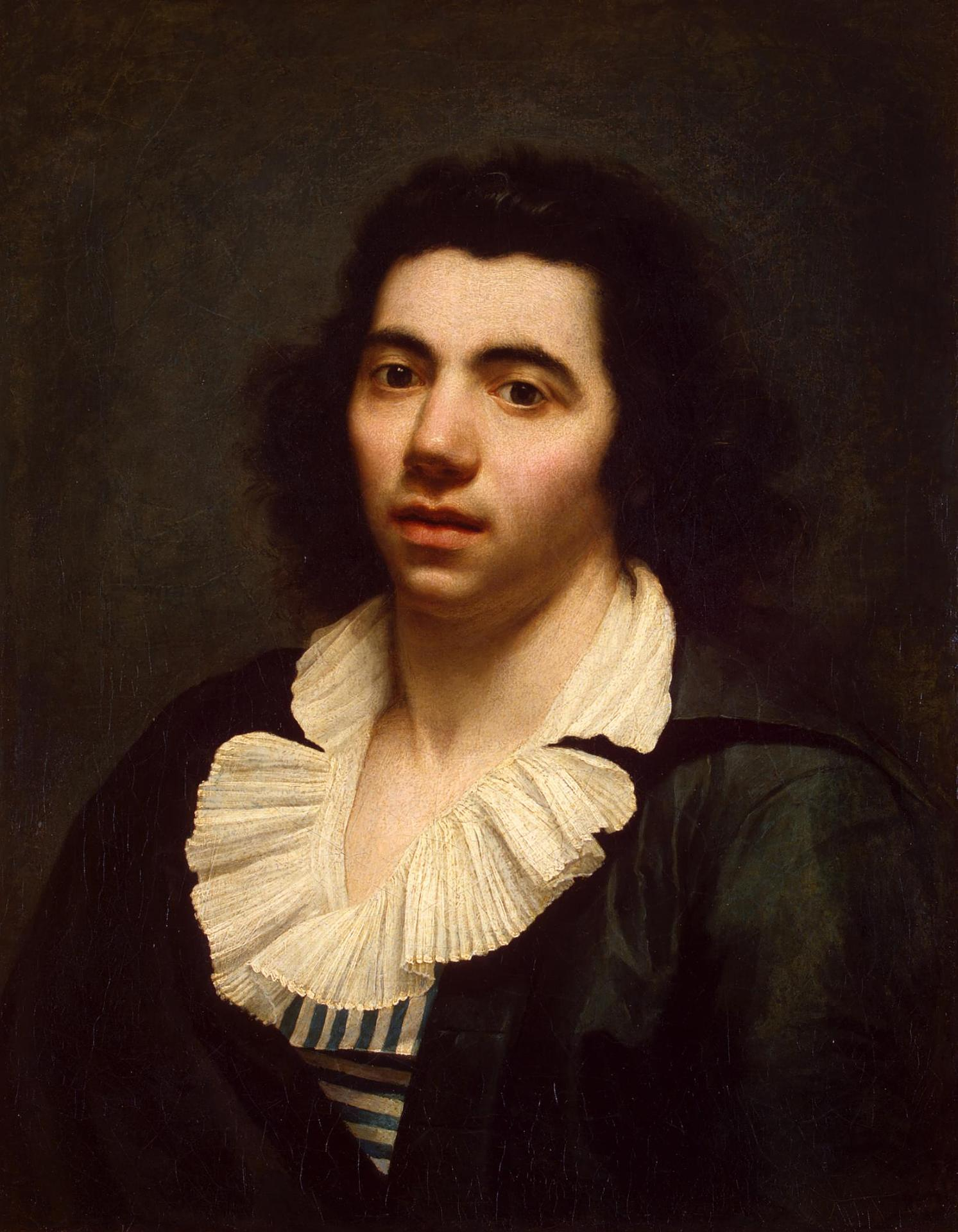
Selbstporträt Anne-Louis Girodets, Eremitage

Anne-Louis Girodet-Trioson (* 5. Januar 1767 in Montargis (Département Loiret); † 9. Dezember 1824 in Paris; eigentlich Anne-Louis Girodet de Roussy-Trioson oder Roucy-Trioson) war ein französischer Historien- und Porträtmaler an der Schwelle vom Klassizismus zur Romantik, Illustrator klassischer literarischer Werke und Dichter.

## Leben
Geboren und aufgewachsen in einer bürgerlichen Familie in Montargis – sein Vater war Verwalter der Besitzungen des Herzogs von Orléans –, wurde Anne-Louis Girodet als Siebenjähriger nach Paris geschickt, um dort in der Obhut des Familienfreundes Benoît François Trioson (1736–1816) eine umfassende Ausbildung in Latein, Rhetorik, Philosophie, Naturwissenschaften, Musik und Tanz zu erhalten. Im Verlauf dieser klassischen Schulung zeigte er früh eine literarische und künstlerische Begabung und schrieb sich 1783 an der Académie royale de peinture et de sculpture als Schüler von Nicolas-René Jollain ein, acht Monate später auf Empfehlung Joseph Vernets zusätzlich in der Klasse von Étienne-Louis Boullée an der Académie royale d’architecture. Ab Januar 1784 nahm Girodet auf Anraten Boullées Zeichenunterricht bei dem angesehenen Historienmaler Jacques-Louis David, in dessen Atelier er Ende 1784, 17-jährig, als Schüler anfing. Nur wenige Monate zuvor war sein Vater gestorben, 1787 starb auch die Mutter.
Die anregende, konkurrenzbetonte Atmosphäre in Davids Atelier veranlasste Girodet schon früh, sich an seinem Lehrer zu messen und künstlerisch zu reiben. Als einer der besten Schüler Davids nahm Girodet-Trioson schon ab 1786 am Wettbewerb um den Prix de Rome teil, bei welchem er nach drei fruchtlosen Versuchen (1786, 1787, 1788) 1789 für sein Gemälde Joseph, von seinen Brüdern wiedererkannt anlässlich des Pariser Salons mit der Goldmedaille ausgezeichnet wurde. Verbunden damit war ein Stipendium des Königs und ein Studienaufenthalt in Rom, wo die Académie de France à Rome damals im Palazzo Mancini untergebracht war. Girodet, der gern ein bourgeoises Künstlerrebellentum an den Tag legte, reiste jedoch nicht sofort ab, sondern blieb während der revolutionären Geschehnisse des Sommers 1789 in Paris.
Im März 1790 machte sich Girodet schließlich zur sechswöchigen Reise nach Rom auf, wo er am 30. Mai 1790 eintraf. Er verbrachte fast fünf Jahre in Italien. In dieser Zeit fing er an, sich offen vom klassizistischen Stil seines Lehrers David zu distanzieren, wofür häufig sein poetisches Akademiestück Der schlafende Endymion als Beispiel genannt wird. Zu den für seine Karriere wichtigen Begegnungen in Rom zählten jene mit den Architekten Charles Percier und Pierre-François-Léonard Fontaine, die ihn später mit Aufträgen begünstigten. Als das Akademiegebäude am 13. Januar 1793 von einer über die Ereignisse der Französischen Revolution empörten Menschenmenge gestürmt und geplündert wurde, flohen die Stipendiaten aus Rom. Girodet verschlug es gemeinsam mit einem Freund, dem Landschaftsmaler Jean-Pierre Péquignot (1765–1807), zunächst nach Neapel. Dort erkrankte der mittellose Künstler schwer an der Syphilis, so dass er erst über ein Jahr später, im Juni 1794, die Stadt verlassen konnte. Im Herbst 1795 kam er, nach Zwischenaufenthalten in Venedig und Florenz, wieder in Montargis bei seiner Familie an.
Er ließ sich als freischaffender Künstler in Paris nieder, doch als Künstler konnte er in den Jahren nach der Revolution wenig begeistern: er finanzierte sein Leben vor allem mit Porträtmalerei. Einer seiner wichtigsten Schüler in diesen Jahren war Achille Devéria. Ebenso studierten Marie-Denise Villers und ein Dutzend weiterer Schüler bei ihm. Bei der Jubiläumsausstellung des Pariser Salons 1810 wurde sein Gemälde Die Sintflut mit einer Goldmedaille ausgezeichnet. Mit diesem Werk, das bereits 1806 entstanden war, konnte er seinen Lehrer David schließlich übertrumpfen, dessen Raub der Sabinerinnen nur lobend erwähnt wurde. Zu einem Ankauf kam es dennoch nicht. Erst auf dem Salon von 1814 kaufte die Krone drei seiner wichtigsten Gemälde an, die bis zu seinem Tod im Musée du Luxembourg, danach im Louvre ausgestellt wurden.
Über Girodets Privatleben ist wenig bekannt, da er einen Teil seiner Briefe direkt nach seinem Tod verbrennen ließ. Er war niemals verheiratet und hatte keine Kinder. Lediglich eine langjährige, freundschaftliche Liebe mit der Schauspielerin und Schriftstellerin Julie Candeille (1767–1834) ist überliefert.
Anne Louis Girodet-Trioson starb 1824 im Alter von 57 Jahren in Paris. Er ruht dort auf dem Friedhof Père-Lachaise. Einige Monate nach seinem Tod hielt Quatremère de Quincy eine Trauerrede in der Académie royale des beaux-arts.

## Werk

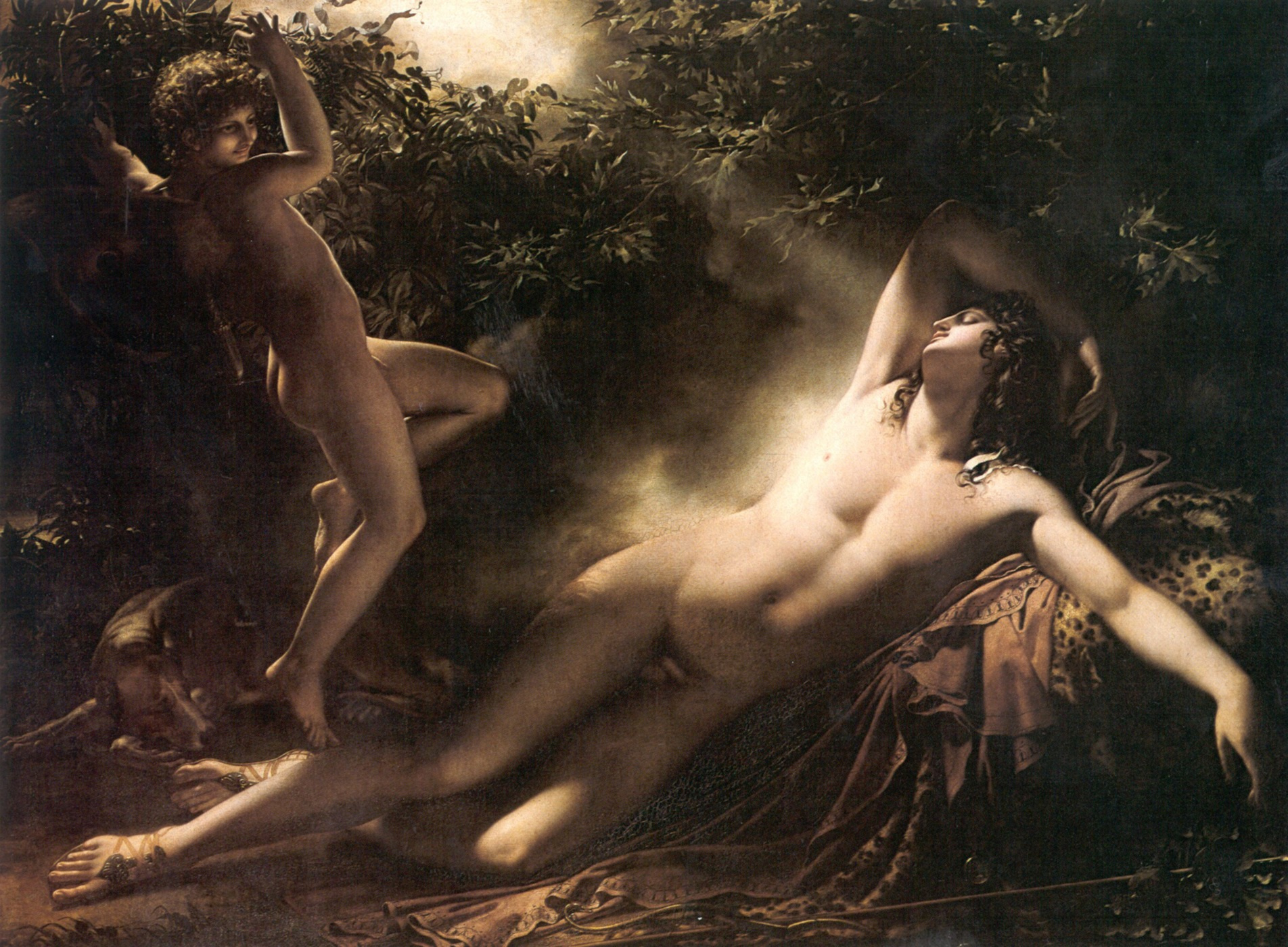
Der Schlaf des Endymion, 1791, Paris, Louvre

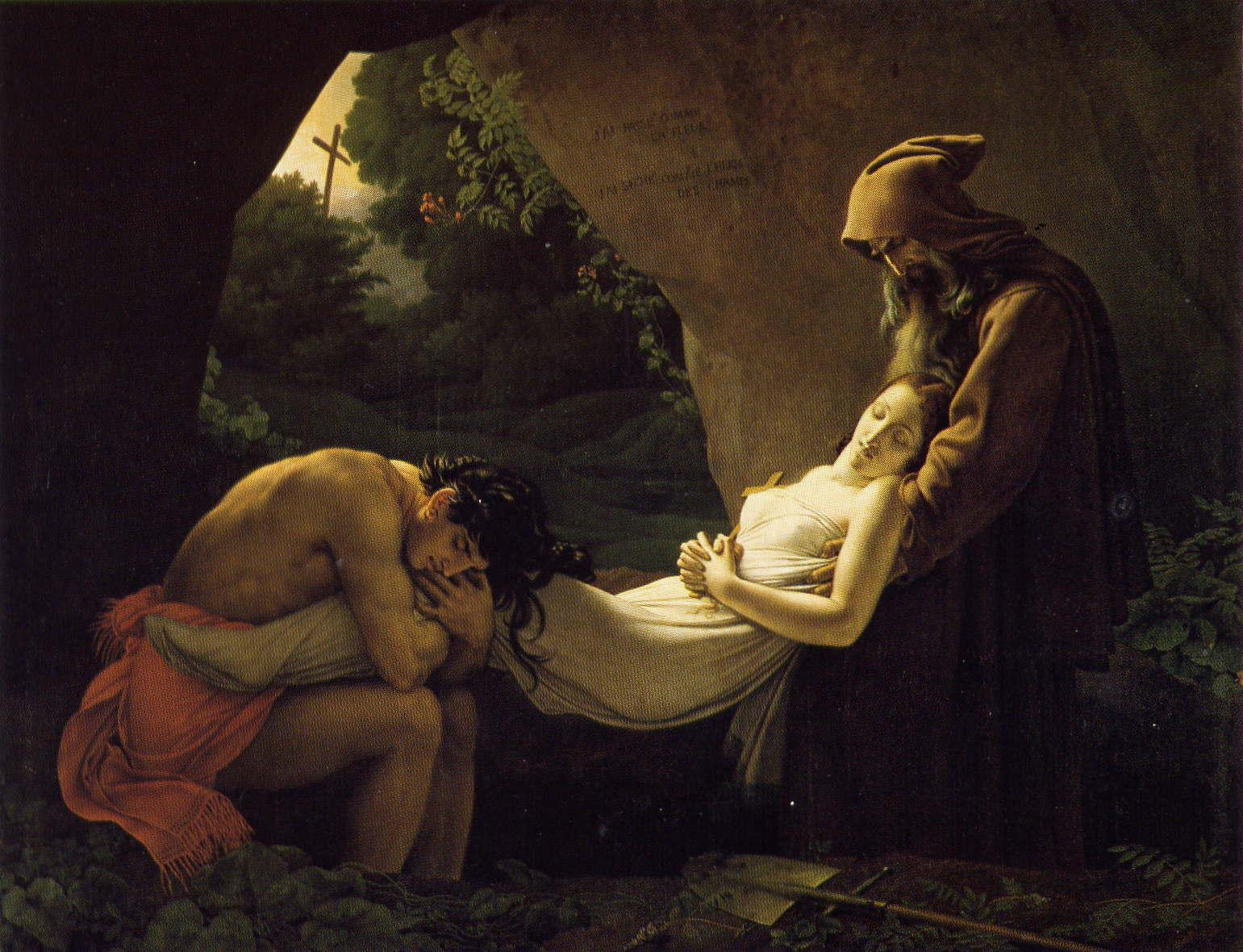
Das Begräbnis der Atala, 1808, Paris, Louvre

Durch seine Ausbildung bei Jacques Louis David und an der Akademie war Girodet dem klassischen Schönheitsideal verbunden, dem nachzueifern und zu vervollkommnen als das höchste Ziel seiner Ausbildung angesehen wurde – auch Johann Joachim Winckelmanns Schriften von der Nachahmung der Alten waren in seinem Besitz und ihm somit bekannt. War Girodet anfangs ein treuer und bewundernder Schüler Davids, versuchte er sich nach einigen Jahren vom kühlen klassizistischen Stil seines Lehrers und der Akademie zu lösen und eine eigene ästhetische Bildsprache zu entwickelt, bei der er unter anderem starke Licht- und Schattenverhältnisse, das Clair-obscur, betonte. Seine umfangreiche Bildung ermöglichte es ihm, seine Bilder intellektuell und symbolisch aufzuladen. In der Zeichnung blieb er zwar zeitlebens klassizistisch, doch wohnt seinen Werken häufig eine gefühlvolle Sinnlichkeit sowie eine übernatürlich scheinende Mystik inne, weswegen er auch als früher Vertreter der Romantik angesehen wird.
Besonders sein Gemälde Der schlafende Endymion gilt als Beispiel dieses neuen Stils, mit dem sich Girodet von seinen Wurzeln löste: der nackte Jüngling, der in seinem sinnlichen Schlaf in einer immateriellen Traumwelt weilt, ist völlig entspannt und schutzlos. Mit seiner glatten Haut und der betonten Hüftdrehung wirkt er wie ein Gegenentwurf zu den tapferen Heroen, die David und seine Schüler malten.
Girodet-Trioson sah – nach eigenen Aussagen – sein Gemälde Das Begräbnis der Atala als sein wichtigstes Werk an. Er schuf es um 1808 nach der Lektüre von Atala, einer Novelle von François-René de Chateaubriand.

## Auszeichnungen
- 1789: Prix de Rome für Joseph, von seinen Brüdern wiedererkannt
- 1808: Ritter der Ehrenlegion
- 1810: Goldmedaille des Pariser Salons für Die Sintflut (1806)

## Ausstellungen
- 2005: Au-delà du maître. Girodet et l’Atelier de David, Montargis, Musée Girodet (20. September bis 31. Dezember 2005), 40 Werke
- 2006/07: Girodet 1767–1825, Paris, Chicago, New York (14. Mai bis 27. August 2006), Montréal (12. Oktober 2006 bis 21. Januar 2007)

## Werke (Auswahl)

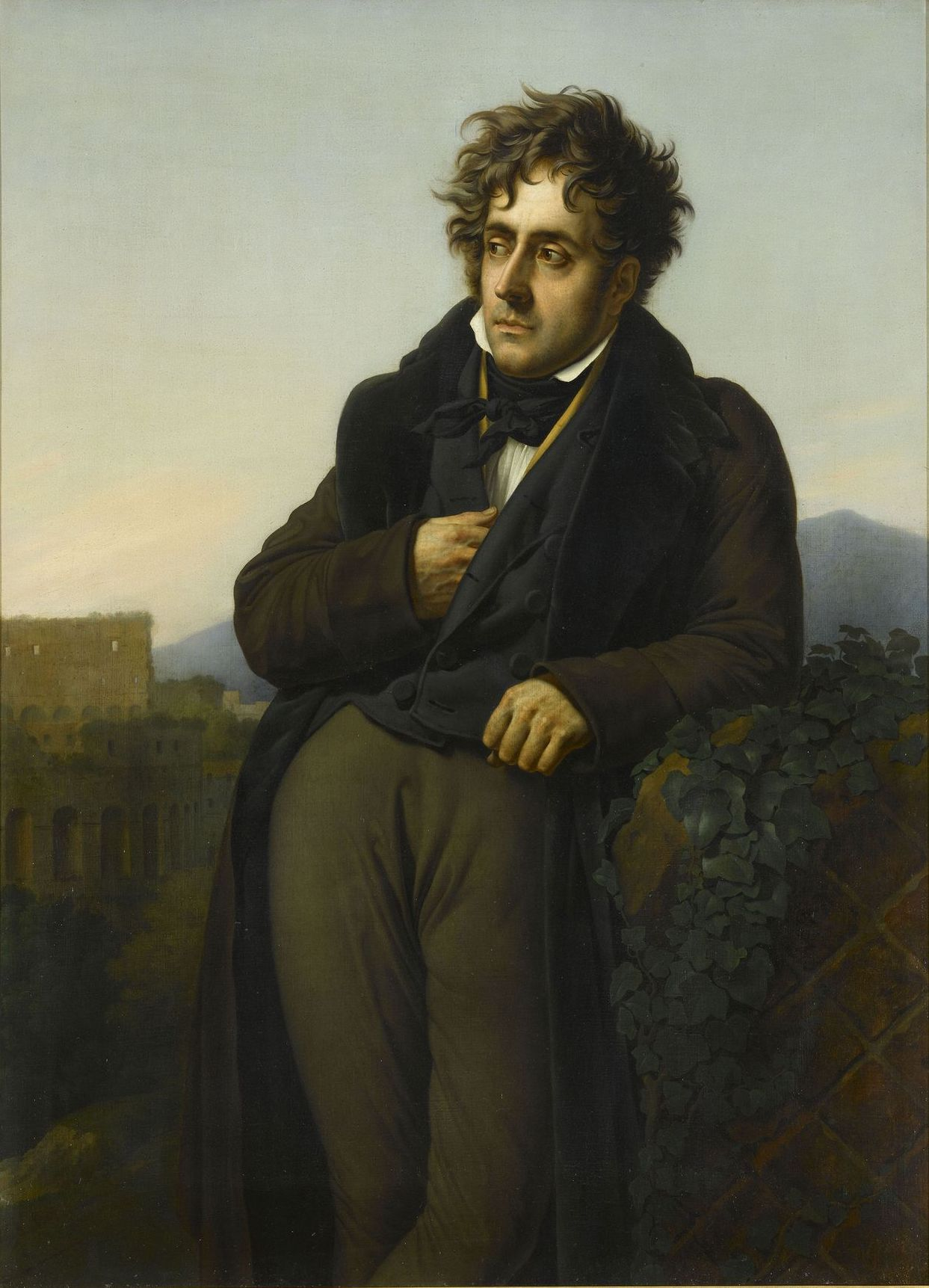
Porträt von François-René de Chateaubriand

- 1789: Joseph, von seinen Brüdern wiedererkannt (Öl auf Leinwand, 120 × 155 cm, Paris, École nationale supérieure des beaux-arts)
- 1789: Kreuzabnahme (Montesquieu-Volvestre, Haute-Garonne, Kirche St. Victor)
- 1791: Der schlafende Endymion (Öl auf Leinwand, 168 × 261 cm, Paris, Louvre)
- 1793: Hippokrates, die Geschenke des persischen Königs zurückweisend (Paris, École de médecine)
- 1798: Danaë, (Öl auf Leinwand, 170 × 87,5 cm, Leipzig, Museum der bildenden Künste)
- 1801: Die Apotheose der im Freiheitskrieg für das Vaterland gefallenen französischen Helden (Öl auf Leinwand, 192 × 182 cm, Schloss Malmaison)
- 1801/02: Ossian beschwört die Geister beim Klang seiner Harfe (Öl auf Leinwand, 180,5 × 198,5 cm, Schloss Malmaison)
- 1804: Die Sintflut (441 × 341 cm)
- 1808: Das Begräbnis der Atala
- 1808: Die Übergabe Wiens an Napoleon
- 1810: Die Revolte in Kairo (Öl auf Leinwand, 339 × 507 cm, Versailles, Musée national du château et du Trianon)
- 1819: Pygmalion und Galatea

Porträts:
- 1790: Porträt des Docteur Trioson (Montargis, Musée Girodet)
- 1798: Porträt des Benoît Agnès Trioson
- 1795: Selbstbildnis (Versailles)
- vor 1797: Porträt des Jean-Baptiste Belley (Öl auf Leinwand, 159 × 111 cm, Versailles, Musée national du château et du Trianon)
- 1799: Mademoiselle Lange als Danae oder Die moderne Danae (Öl auf Leinwand, Minneapolis, The Minneapolis Institute of Art)
- 1800: Porträt der Comtesse de Bonneval
- 1804: Porträt des Barons Dominique Jean Larrey (Paris, Louvre)
- 1808: Porträt des René de Chateaubriand
- um 1805 bis 1809: Porträt der Königin Hortense de Beauharnais (Amsterdam, Rijksmuseum)
- 1810: Porträt der Madame Bertin de Vaux
- 1819: Porträt des Mustapha (Öl auf Leinwand, 56 × 46 cm, Montargis, Musée Girodet)